# کامپانال یکم
کامپانال یکم (انگلیسی: Campanal I؛ ۹ فوریهٔ ۱۹۱۲ – ۲۲ ژانویهٔ ۱۹۸۴) بازیکن و مربی فوتبال اهل اسپانیا بود.
از باشگاه‌هایی که در آن بازی کرده‌است می‌توان به باشگاه فوتبال اسپورتینگ خیخون و باشگاه فوتبال سویا اشاره کرد.
وی همچنین در تیم ملی فوتبال اسپانیا بازی کرده‌است.